# Trường Trung học cơ sở Trần Đăng Ninh, Nam Định
Trường Trung học cơ sở Trần Đăng Ninh là trường trung học cơ sở chuẩn Quốc gia hệ công lập của tỉnh Nam Định, Việt Nam. Ban đầu trường có tiền thân là Trường Trung học Nguyễn Khuyến (phố Bến Củi), được thành lập năm 1950 trong vùng đô thị tạm chiếm của Pháp. Kể từ năm học 1960–1961, trường được mang tên người chiến sĩ cách mạng Trần Đăng Ninh. Trường có 2 lần được Chủ tịch nước trao tặng Huân chương Lao động hạng Nhì và 1 lần được trao Huân chương Lao động hạng Nhất. Năm học 2004–2005, trường được Chủ tịch nước tặng Huân chương Độc lập hạng Ba.
Xuyên suốt lịch sử 60 năm kể từ ngày thành lập, trường THCS Trần Đăng Ninh liên tục là trường tiên tiến xuất sắc cấp thành phố và cấp tỉnh, là trường cấp 2 trọng điểm của tỉnh Nam Định, cung cấp nguồn học sinh chủ yếu cho trường THPT chuyên Lê Hồng Phong và hệ thống các trường chuyên của Đại học Khoa học Tự nhiên (ĐHQGHN) và Đại học Sư phạm Hà Nội.

## Lịch sử
Tiền thân của trường THCS Trần Đăng Ninh là trường trung học Nguyễn Khuyến (phố Bến Củi), được thành lập năm 1950 trong vùng Pháp tạm chiếm.
Từ năm 1950-1954 trường nằm trên phố Bến củi cũ nay là địa điểm trường Tiểu học Trần Phú, phố Ngô Quyền
Năm học 1956-1957 trường rời về địa điểm khu Nhà Chung phố Nguyễn Du.
Trường được mang tên người chiến sĩ cách mạng Trần Đăng Ninh từ năm học 1960-1961.
Năm 1965, trường sơ tán về xã Mỹ Trung- Mỹ Lộc.
Năm 1970, trường hồi cư về thành phố Nam Định tại 39 Nguyễn Du.
Năm 1972, trường sơ tán về xã Mỹ Phúc – Mỹ Lộc.
Năm 1974, trường hồi cư về 39 nguyễn Du - Thành phố Nam Định.
Từ những năm 1970 của thế kỷ XX, nhằm đào tạo bồi dưỡng lớp học sinh năng khiếu học giỏi, ty giáo dục Nam Hà bấy giờ đã chỉ đạo chọn trường cấp III Lê Hồng Phong và trường cấp II Trần Đăng Ninh là trung tâm bồi dưỡng năng khiếu, học sinh giỏi trong tỉnh. 
Từ năm học 1992-1993 đến năm học 1996-1997, trường mang tên Trường THCS chuyên Trần Đăng Ninh.
Từ năm học 2012-2013, trường được chuyển tới khu Đông- Đông Mạc, phường Hạ Long thành phố Nam Định. Ngôi trường mới với các dãy nhà cao tầng, khu hiệu bộ, cùng với các phòng chức năng bộ môn đáp ứng nhu cầu học tập, giảng dạy của yêu cầu nhiệm vụ mới: Trường THCS trọng điểm chất lượng cao của Thành phố Nam Định.

## Cơ cấu tổ chức
Ban giám hiệu nhà trường bao gồm:
Hiệu trưởng là cô Trần Thị Hương
Hiệu phó là thầy Phan Văn Vũ,cô Nguyễn Thị Hường
Hệ thống giáo viên, cán bộ, công nhân viên của trường được chia làm 6 tổ:
1. Tổ Nhạc Thể Mỹ
2. Tổ Thực nghiệm
3. Tổ Hành chính - Tổ trưởng: Trần Tuấn Anh
4. Tổ Ngoại ngữ
5. Tổ Văn Sử- tổ trưởng: Nguyễn Thị Hải Yến, Phạm Thị Khánh Yến
6. Tổ Toán Tin-tổ trưởng: Trần Mạnh Trường

## Thành tích
Trường có hơn 13.000 học sinh giỏi cấp tỉnh, trong đó hơn 500 em đạt giải quốc gia, gần 50 em được chọn đi thi học sinh giỏi quốc tế và đoạt hàng chục Huy chương Vàng, Bạc.
Từ năm 2000 đến nay trường đã có 3017 giải văn hóa cấp tỉnh, trong đó có 285 giải nhất, 45 huy chương thể thao cấp tỉnh, trong đó có 20 Huy chương vàng, 01 huy chương đồng cấp Quốc gia.
Hàng năm, trường có tới 2/3 số học sinh lớp 9 đỗ vào trường chuyên Lê Hồng Phong và các trường chuyên Hà Nội.

## Danh hiệu và giải thưởng

### Thành tích tập thể
Xuyên suốt 60 năm liên tục là trường tiên tiến xuất sắc cấp Thành phố và cấp Tỉnh.
Năm 1962 được Chủ tịch nước tặng Huân chương Lao động hạng Ba
Năm 1976 được Bộ Giáo dục và Đào tạo tặng Cờ Đơn vị xuất sắc.
Năm 1978 được Chủ tịch nước tặng Huân chương Lao động hạng Nhì
Năm 1982 được Chủ tịch Hội đồng Bộ trưởng tặng cờ thi đua
Năm 1991 được Chủ tịch nước tặng Huân chương Lao động hạng Nhì (lần 2)
Năm 1996 được Chủ tịch nước tặng Huân chương Lao động hạng Nhất
Năm 1999 được chính phủ tặng Cờ “Đơn vị dẫn đầu phong trào thi đua trong năm 1999”
Năm 2000 được Công đoàn Giáo dục Việt Nam tặng cờ “Đơn vị xuất sắc trong công tác công đoàn năm 2000”
Năm học 2001-2002, trường được UBND tỉnh Nam Định tặng cờ “Đơn vị thi đua xuất sắc ngành Giáo dục – Đào tạo”
Năm học 2002-2003 được UBND tỉnh tặng Bằng khen. Cùng năm học này, Công đoàn nhà trường cũng được Thủ tướng chính phủ tặng Bằng khen.
Năm học 2004-2005 được Chủ tịch nước tặng Huân chương Độc lập hạng Ba
Năm học 2007-2008 được Tổng Liên đoàn Lao động Việt Nam tặng Bằng khen “Đơn vị thi đua xuất sắc”
Năm học 2008-2009, trường được Thủ tướng Chính phủ tặng “Cờ thi đua của Chính phủ”. Công đoàn giáo dục cũng tặng Bằng khen “Tập thể nữ giáo viên giỏi việc trường-đảm việc nhà ngay trong năm học này.
Từ năm học 2008 đến nay, nhà trường liên tục là đơn vị xuất sắc dẫn đầu của Thành phố và của Tỉnh .
Năm học 2013-2014 được Thủ tướng Chính phủ tặng Bằng khen.
Năm học 2016-2017 được Bộ trưởng Bộ GD-ĐT tặng Bằng khen.
Năm học 2017-2018 được UBND tỉnh Nam Định tặng Cờ thi đua
Năm học 2018-2019:
- UBND tỉnh Nam Định tặng Bằng khen;
- Tổng Liên đoàn Lao động Việt Nam tặng Bằng khen;
- Chủ tịch nước tặng Huân chương Lao động hạng Ba

Bên cạnh đó, nhà trường liên tục được UBND tỉnh tặng Bằng khen, UBND thành phố tặng giấy khen về công tác bồi dưỡng Học sinh giỏi. Chi bộ Đảng nhà trường liên tục nhận danh hiệu chi bộ trong sạch vững mạnh. Công đoàn liên tục nhận danh hiệu công đoàn cơ sở vững mạnh, xuất sắc. Liên đội Thiếu niên Tiền phong nhà trường nhiều lần được tặng Bằng khen và Cờ mang chân dung Bác do Trung ương Đoàn TNCS Hồ Chí Minh trao tặng.
Năm 2013, trường được công nhận đạt chuẩn Quốc gia.
Năm 2019, trường được công nhận đạt chuẩn Xanh-Sạch-Đẹp-An toàn.
Ngoài ra trường còn được nhận hàng trăm giấy khen, Bằng khen, cờ thưởng về các hoạt động giáo dục toàn diện.

### Thành tích cá nhân
- Trường có hai giáo viên được Chủ tịch nước tặng Huân chương Lao động hạng Ba
- 9 giáo viên được Nhà nước phong tặng danh hiệu Nhà giáo ưu tú.
- 3 giáo viên được tặng danh hiệu “Chiến sĩ thi đua cấp quốc gia”
- 1 giáo viên đoạt danh hiệu “Giáo viên giỏi cấp quốc gia”
- 20 giáo viên được Bộ GD&ĐT và Thủ tướng Chính phủ tặng Bằng khen.
- 5 giáo viên được Tổng LĐLĐ Việt Nam tặng bằng “Lao động sáng tạo”
- 4 giáo viên được TWĐTNCS Hồ Chí Minh tặng “Huy chương vì thế hệ trẻ” và “Huy chương vinh dự”.
- Trên 50 giáo viên được UBND thành phố tặng danh hiệu “Giáo viên ưu tú Thành Nam”
- Hàng năm nhà trường có từ 50% đến 90% cán bộ giáo viên được công nhận là Giáo viên Giỏi, Chiến sĩ thi đua các cấp.